# Samoa na letnich igrzyskach olimpijskich
Reprezentanci Samoa po raz pierwszy pojawili się na letnich igrzyskach olimpijskich w 1984 roku. Od tego czasu nieprzerwanie starują na wszystkich igrzyskach.

## Klasyfikacja medalowa
| Miejsce             | Złoto | Srebro | Brąz | Razem |
| ------------------- | ----- | ------ | ---- | ----- |
| 1984 Los Angeles    | 0     | 0      | 0    | 0     |
| 1988 Seul           | 0     | 0      | 0    | 0     |
| 1992 Barcelona      | 0     | 0      | 0    | 0     |
| 1996 Atlanta        | 0     | 0      | 0    | 0     |
| 2000 Sydney         | 0     | 0      | 0    | 0     |
| 2004 Ateny          | 0     | 0      | 0    | 0     |
| 2008 Pekin          | 0     | 1      | 0    | 1     |
| 2012 Londyn         | 0     | 0      | 0    | 0     |
| 2016 Rio de Janeiro | 0     | 0      | 0    | 0     |
| 2020 Tokio          | 0     | 0      | 0    | 0     |

## Medaliści letnich igrzysk olimpijskich z Samoa

### Złote medale
Brak

### Srebrne medale
Ele Opeloge - podnoszenie ciężarów, Pekin 2008

### Brązowe medale
Brak